# La Rambla (métro de Madrid)
La Rambla est une station de la ligne 7 MetroEste du métro de Madrid, en Espagne. Elle est établie sous l'intersection entre les rues du Honduras et du Mexique, dans la commune de Coslada.

## Situation sur le réseau
La station se situe entre Coslada Central à l'ouest, en direction de Estadio Metropolitano, et San Fernando à l'est, en direction de Hospital del Henares.  Située en zone tarifaire B1, elle fait partie du MetroEste, section orientale de la ligne 7.

## Histoire
La station est mise en service le 5 mai 2007, lors de l'ouverture du MetroEste entre Estadio Metropolitano et Henares.

## Services aux voyageurs

### Accueil
L'accès à la station s'effectue par un édicule entièrement vitré situé en bordure d'un parc public, équipé d'escaliers, d'escaliers mécaniques et d'un ascenseur.

### Intermodalité
La station est en correspondance avec la ligne n°2 du réseau urbain de Coslada-San Fernando et les lignes d'autobus interurbains n°280, 286, 287, 288 et 822, toutes exploitées par l'opérateur ETASA.

## À proximité
La station est située à proximité du centre culturel Margarita Nelken, de la bibliothèque et du théâtre municipaux.